# ANDMARQ娛樂
ANDMARQ娛樂（韓語：앤드마크）是韓國的經紀公司。AND的A代表Artist、N代表＋、D代表Different。第39屆及第40屆青龍電影獎最佳女新人獎、第56屆及第58屆百想藝術大賞電視部門女子新人演技獎分別由當時的旗下演員金多美及金慧埈獲得。

## 歷史
ANDMARQ娛樂由BH娛樂創始成員權吳賢（韓語：권오현）成立於2015年，BH娛樂旗下演員沈恩敬和夏沇秀轉約至Management A.N.D。2018年與電視劇《六龍飛天》製作公司Redwoods合併成為ANDu娛樂，2020年Management A.N.D更名為ANDMARQ。

## 旗下藝人

### 男演員
- 贾斯汀·哈维（2022年6月—）[4]
- 車有鎮（차유진）
- 河道權（2023年4月—）[5]
- 金宗勳（2023年6月—）[6]
- 梁洪碩（2023年11月—）[7]
- 韩俊宇（2024年1月—）[8]
- 姜太䝬（2025年4月—）[9]

### 女演員
- 金賢秀（2022年4月—）[10]
- 金亚炫（김아현）
- 全鐘瑞（2022年8月—）[11]
- 陳瑞演（2022年9月—）[12]
- 韩材利（2022年9月—）[13]
- 金素辰（2023年8月—）[14]
- 俞宥珍（2023年9月—）[15]
- 姜海林（2023年9月—）[16]
- 金容智（2023年12月—）[17]
- 柳多仁（2024年—）[18]

## ANDu娛樂
ANDu娛樂（韓文：앤유엔터테인먼트(주)），2010年4月28日成立。

### 電視劇
- 2015年: SBS《六龍飛天》

### 電影
- 2016年：《宇宙的聖誕節》

### 網路劇
- 2017年: NAVER《手的痕跡》

### 編劇
- 崔完圭
- 鄭允晶
- 吳秀妍
- 최민호
- 인정옥

## 过往艺人
- 東夏
- 沈恩敬
- 蔡池安
- 夏沇秀
- 金多美
- 金彩恩
- 鄭東勳
- 朴真珠
- 張英南
- 孝敏（2023年6月—2024年3月）[19]
- 金慧峻
- 柳德煥（2022年—2024年）[20]
- 李智敏（2023年—2024年）[21]
- 白珍熙（2020年—2024年）[22]
- 朱世彬（2022年—2025年）[23]
- 金藝元（2022年5月—2025年）[24]
- 申詩雅（2022年5月—2025年5月）[25][26]
- 李主儐（2022年4月—2025年）[27]

## 外部連結
- 官方網站（页面存档备份，存于）
- ANDMARQ娛樂的Facebook專頁
- ANDMARQ娛樂的Instagram帳戶
- YouTube上的ANDMARQ娛樂頻道
- ANDMARQ娛樂-BLOG（页面存档备份，存于）
- https://channels.vlive.tv/E5433D/（页面存档备份，存于）的V LIVE